# Valeriana obovata
Valeriana obovata là một loài thực vật có hoa trong họ Kim ngân. Loài này được (Nutt.) Roem. & Schult. miêu tả khoa học đầu tiên năm 1822.